# ボーイ・ハント (曲)
「ボーイ・ハント」（英語: Where the Boys Are）は、アメリカ合衆国の楽曲。
ニール・セダカとハワード・グリーンフィールドによって書かれた曲で、最初にコニー・フランシスがレコーディングした。

## コニー・フランシスによるオリジナル・ヴァージョン

### 前提
メトロ・ゴールドウィン・メイヤーが『ボーイ・ハント』（グレンドン・スウォースアウトの同題名の小説に基づく）という映画の主役にコニー・フランシスと契約を交わした際、フランシスは以前彼女のヒットソングを書いた（例：「間抜けなキューピッド」）ニール・セダカとハワード・グリーンフィールドのサービスを求め、タイトルソングの「ボーイ・ハント」を含む映画のサウンドトラックで使うオリジナル曲を書いてくれるよう依頼した。
セダカとグリーンフィールドは映画用にタイトル曲を2曲書いたが、プロデューサーのジョー・パスターナクはフランシスが気に入った曲と作曲チームを退けた。却下された当バージョンは、デモ用にすらレコーディングされることはなく、フランシス（ボーカル）とセダカ（ピアノ）はパスターナクのためにライブパフォーマンスとして両曲を捧げた。

### 映画バージョン
1960年7月12日、ジョー・パスターナクが選んだバージョンがハリウッドにて初めてレコーディングされ、ジョージ E. ストールにより書かれた序曲とエンディングロールと一緒にメドレーに合わせてのみ使われた。

### 1960年オリジナルバージョン
1960年10月18日、ニューヨーク市のレコーディングセッションで、フランシスはスタン・アップルバームの編曲と指揮で「ボーイ・ハント」のレコード盤をレコーディングした。 同じセッションではフランシスのヒット曲「Many Tears Ago」と「Breakin’ in a Brand New Broken Heart」も同時に収録され、同様に1980年代まで未発表のままであった「On the Outside Looking In」「Happy New Year Baby」「Mein Herz weiß genau」「was es will」もレコーディングされた。
その後、フランシスは1960年11月9日に本作を6ヶ国語でレコーディングした。
- ドイツ語：Wenn ich träume （直訳：私が夢見るとき／英語版）
- フランス語：Je sais qu'un gars （直訳：私は男を知っている）
- 日本語：ボーイ・ハント
- イタリア語：Qualcuno mi aspetta （直訳：誰かが私を待っている）
- ナポリ語：C'è qualcuno （直訳：誰もがそこにある）
- スペイン語：Donde hay chicos （直訳：何処其処の男）

トラックの様々なバージョンは世界15ヶ国でナンバーワンヒットとなった。日本語バージョンはMGM Records Single K 13005で米国内でもリリースされた。
「ボーイ・ハント」は比較的に英語圏での成功の方は少なかった。アメリカでの最高順位は4位、一方でイギリスとオーストラリアのチャートでは5位であった。しかし、「ボーイ・ハント」は代表作となりファンのお気に入りの曲となっている。

### 1978年レコーディング
表舞台から去って数年後、フランシスは1978年にニューアルバム『Who's Happy Now? 』をレコーディング。アルバムのリーディングトラックに本作のディスコバージョンが選ばれ、シングルカットされた。英語バージョンはどこでもチャートを賑わせることはなかったが、フランシスはスペイン語、イタリア語、日本語のディスコバージョンもレコーディングした。

## カバーバージョン
- 1961年、フィンランド語で『Tuolla jossain』（「そこのどこかに」という意味）というタイトルでMatti Heinivahoがレコーディング。
- 1984年の映画のリメイク版で、リサ・ハートマンが唄った。
- 1984年の映画に主演したローナ・ラフトもローナという名前でディスコバージョンをレコーディング。
- トレイシー・ウルマンが、アルバム『ハ～イ! トレイシー』で「ボーイ・ハント」を収録。
- リンダ・マーティンがアイルランドで「ボーイ・ハント」をレコーディングし、19位に上り詰めた。
- シーザーズが2005年のアルバム『Sorry I Made You Cry』に「ボーイ・ハント」を収録。
- Kari Tapioが1992年のアルバム『Yön tuuli  vain』に『Milloin saapuu hän (When will she arrive)』というタイトルの別のフィンランド語バージョンを収録。
- Anne Mattilaが2004年のアルバム、『Unihiekkaa』にKari Tapioバージョンを収録。
- ジェーン・マクドナルドが2005年のアルバム、『ユー・ビロング・トゥ・ミー』に「ボーイ・ハント」を収録。
- NBCドラマシリーズ『American Dreams』の第1シーズン19話で、リアン・ライムスがコニー・フランシスとして「ボーイ・ハント」を唄った。
- マリー・サラが2014年のアルバム、『Bridges』に「ボーイ・ハント」を収録。作曲者であるニール・セダカとのデュエット。

### 日本に於けるカバー
1961年4月、森山加代子がシングル「ズビズビズー」のB面でカバーしている。規格品番：JP-5063、日本語詞：奥山靉、編曲：ダニー飯田とパラダイス・キング。
また、1971年7月25日に伊東ゆかりがシングルで発売。規格品番：CD-127。日本で最も知られているのは、この伊東による録音である。
1973年には、ヤング101が『ステージ101』のアルバム『ロッカ・バラード・スペシャル』で奥山の日本語版を取り上げた。
1961年の『第12回NHK紅白歌合戦』では中原美紗緒が歌唱、1992年の『第43回NHK紅白歌合戦』では伊東ゆかりが歌唱している。
1989年には、GO-BANG'Sがシングル「あいにきて I・NEED・YOU!」のカップリング曲として収録。
1993年、Mi-Ke アルバム『甦る60's 涙のバケーション』に収録。
2003年10月29日には、竹内まりやがカバー・アルバム『Longtime Favorites』で採り上げ、初回盤のボーナス・トラックには英語版も収録されている。

## 備考
本作は4⁄4拍子で記譜すると三連符を多用せねばならないため、6⁄8拍子で記譜されることもある。
JASRACに於いては2018年現在、外国作品／出典：PJ (サブ出版者作品届)   ／作品コード  0W0-3150-1 WHERE THE BOYS AREとして登録。計34組の歌手が「アーティスト」として登録されている。
出版者は、ROBBINS MUSIC CORP LTD。日本でのサブ出版はイーエムアイ音楽出版株式会社 ソニー事業部となっている。